# Guy de Charnacé
Pour les articles homonymes, voir Familles de Girard et Charnacé.
Ernest Charles Guy de Girard de Charnacé, né à Château-Gontier le 3 mai 1825 et mort à Paris le 3 mars 1909, est un écrivain, journaliste, agronome et musicologue français. Il est appelé en Anjou « le héros du Bois-Montbourcher ».

## Famille
Il est issu de la famille de Girard de Charnacé (Poitou puis Anjou), de noblesse d'ancienne extraction en Poitou avec une filiation prouvée de 1500. La terre de Charnacé (en Anjou) fut érigée en marquisat par lettres-patentes le 31 janvier 1674 en faveur de Jacques-Philippe de Girard, marquis de Charnacé[réf. nécessaire], lieutenant-général de l'artillerie de l'Ile-de-France, commandant en chef de l'Arsenal de Paris. Les membres de cette famille ont occupé des charges et ont donné des diplomates et des militaires. Les armes des Girard de Charnacé sont : Ecartelé, aux I et IV : d'azur à 3 chevrons d'or ; aux II et III : d'azur, à 3 croisettes pattées d'or.

## Biographie
Son père Charles-Guy (1800-1884) était officier supérieur de la Garde royale, démissionnaire pendant les évènements de 1830. Il fait ses études au collège de Vendôme. En 1843, il part pour Dresde. Il prend goût à la musique et assiste aux premières représentations des premiers ouvrages lyriques de Richard Wagner, qu'il ne cessera de combattre comme musicien et poète.
Il se marie à Paris le 28 mai 1849 à Claire d'Agoult (1830-1912), fille de Marie d'Agoult (1805-1876), en littérature Daniel Stern, du salon littéraire de laquelle il était devenu un habitué après avoir rencontré Honoré de Balzac à Dresde dans le salon de la comtesse Hanska. Pendant huit années, il est inspecteur de l'exploitation des Chemins de fer du Nord. En 1857, il entre dans le journalisme et donne un grand nombre d'articles sur l'agronomie et la zootechnie dans le Journal de l'Agriculture et dans La Presse. Élève d'Émile Baudement, il est spécialiste des questions agricoles et de l'économie rurale. Il est décoré de la Légion d'honneur le 13 août 1864. Il est l'un des cinq premiers fondateurs de la Société des agriculteurs de France[réf. nécessaire].
Il écrit alors de nombreuses rubriques littéraires et rejoint Émile de Girardin au journal La Liberté pour les critiques musicales et littéraires. C'est à cette époque (1864) qu'a lieu son duel avec Gaston de Galliffet, alors colonel. En 1868-1869, il publie Portraits de femmes. Après la guerre de 1870-71, il rentre au Bien Public, créé par des amis d'Adolphe Thiers, où il rédige pendant quatre ans la critique musicale et littéraire.
Il vint habiter au château du Bois-Monbourcher en Anjou à Chambellay de 1880 à la mort de sa mère en 1899. Il y écrit ses différents romans dont Le Baron Vampire, une publication antisémite. Il prend la direction de la revue littéraire La Revue angevine.
Son fils, Daniel de Charnacé (1851-1942), ancien officier de vaisseau, puis agriculteur et éleveur, se fixera au Bois-Monbourcher en 1876, auprès de son grand-père, Ernest de Charnacé (1800-1884), qui venait d'achever la restauration du château et auquel il succèdera comme maire de Chambellay de 1884-1942, détenant ainsi le record de longévité à cette fonction municipale.

## Ouvrages
- Études d'économie rurale, Paris : Michel Lévy frères, 1863, in-12, 301 p.
- Études sur les animaux domestiques. Amélioration des races. Consanguinité. Haras., Paris : V. Masson et fils, 1864, in-12, VIII-384 p.
- Les femmes d'aujourd'hui. Esquisses, Paris : M. Lévy frères, 1866-1869, in-18 Texte en ligne
- Les Principes de zootechnie de Baudement, in-12, Delagrave, 1867
- Les Étoiles du chant... Addina Patti, Christine Nilsson, Gabrielle Krauss, Paris, Plon, 1868, gr. in-8 [(fr) texte intégral (page consultée le 25 juin 2018)] lire en ligne sur Gallica.
- Les Mérinos par Émile Baudement, précédés de Considérations générales sur l'espèce ovine par le Comte Guy de Charnacé, Paris : C. Delagrave, 1868, 199 p. : fig. ; in-18 ; collection « Bibliothèque de l'agriculture » publiée sous la direction de J.-A. Barral
- Les Races chevalines en France, Paris : C. Delagrave, 1869, In-12, 89 p., fig.
- Les Races bovines en France. Éléments de zootechnie., Paris : C. Delagrave, 1869, In-12, 98 p., fig. ;
- Discours prononcés à la distribution des prix du Concours agricole du canton de Sablé par M. le vicomte de Charnacé, président du comice, les 6 septembre 1868 et 5 septembre 1869, Sablé : Choisnet, 1869, in-8° , 15 p ;
- Nouveaux Portraits, Paris : M. Lévy frères, 1869
- Les Compositeurs français et les théâtres lyriques subventionnés, Paris : E. Dentu, 1870, in-8°, 61 p
- Réponse à l'Homme-Femme de M. Alexandre Dumas, Paris : E. Lachaud, 1872, in-16, 30 p
- Musique et musiciens, fragments critiques de M. Richard Wagner, traduits et annotés, Paris : Pottier de Lalaine, 1873, 2 vol. in-12
- Causeries sur mes contemporains... , Paris : Dentu, 1874, In-12, III-460 p
- Drames mystérieux, Heymann et Perois, 1879
- Une parvenue, Paris : P. Ollendorff, 1881, 225 p. ; in-12
- Un homme fatal, Paris : P. Ollendorff, 1882
- Le Baron Vampire, Paris : E. Dentu, 1885, in-12, 309 p
- Souvenirs d'une jument de chasse, suivis de : Écoute à Bois Rosé..., illustré par Clermont-Gallerande, Paris : Pairault, 1886,  In-12, 107 p., fig.
- Les Veneurs ennemis, Paris : Pairault, 1887, In-12, 230 p., fig.
- Vaincu, 1887
- Aventures et portraits, 1888
- Le Chasseur noir, souvenirs d'une jument de chasse. Écoute à Bois Rosé., Paris : E. Dentu, 1890, in-16, 245 p
- Sur le Vif, portraits, Paris : A. Savine, 1890, in-16, 281 p.
- Expiation, suivi de Elles et nous, et de Renée, Paris : A. Savine, 1892, in-12, 282 p.
- L'Amour et l'argent ; [Une confession] ; [Coquette], Paris : A. Savine, 1893, In-16, 274 p.
- Journal d'un amoureux, Paris : L. Grasilier, 1894, In-16, 143 p.
- R. Wagner jugé par un Allemand, Angers : Lachèze, 1894, In-8° , 50 p.
- L'Esclave, Paris, P. Ollendorf, 1895, 305 p.
- Portraits angevins, par l'Ermite de la chaussée Saint-Pierre (G. de Charnacé), Angers : Lachèze, 1897, in-8°, 65 p.
- Notes d'un philosophe provincial, Paris : Perrin, 1900, in-12, XI-295 p.
- Hommes et choses du temps présent, Paris, E. Paul, 1902-1906. 4 vol. in-12 ̊
- Wagner jugé par Nietzsche [S. l.], 1903,  Paginé 39-45 ; In-8, Extr. du Carnet, octobre-décembre 1903
- Un ambassadeur de Louis XIII (Charnacé), Paris : édition de la Nouvelle Revue, 1903, in-8°, 43 p.
- Femmes d'à présent, portraits, Paris : E. Paul, 1903, In-12, XXVI-124 p.
- Lettres à ma petite-fille, Paris, E. Paul, 1908. In-16, 418 p., portr.
- Essais de psychologie intime, Paris, Nouvelle Librairie nationale, 1909. In-16, 345 p.
- Veneurs excentriques : nouvelles, Paris : Pairault et Cie, 1909, 197 p. ; 19 cm + 2 photos.

Traduction
- Lettres de Gluck et de Weber publiées par M. L. Nohl... traduites par Guy de Charnacé. Ouvrage orné de portraits et d'autographes, Paris : Henry Plon, 1870, 279 p. : portr., fac-sim., musique ; in-8°